# Delta fluvial

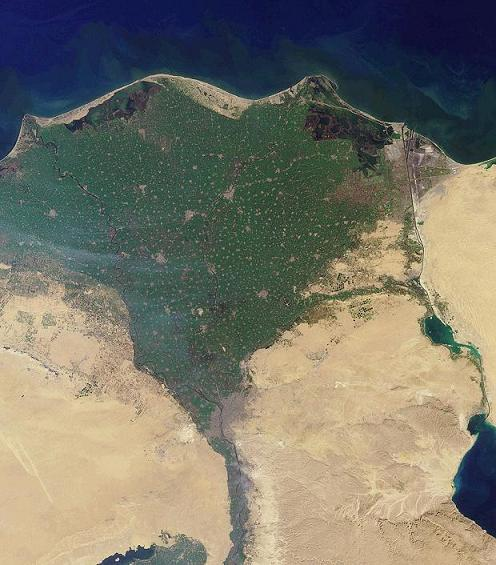
Delta del río Nilo, visto desde un satélite artificial. Foto cortesía de NASA.

Un delta es un accidente geográfico formado en la desembocadura de un río por los sedimentos fluviales que ahí se depositan. Los depósitos de los deltas de los ríos más grandes se caracterizan por el hecho de que este se divide en múltiples brazos que se van separando y volviendo a juntarse para formar un cúmulo de canales activos e inactivos.
El delta más conocido es el del río Nilo, y es de donde procede el nombre con el que se denomina a este tipo de desembocadura. La desembocadura del Nilo se extiende por una región marcadamente triangular, que se asemeja mucho a la forma de la letra griega delta (Δ).

## Etimología

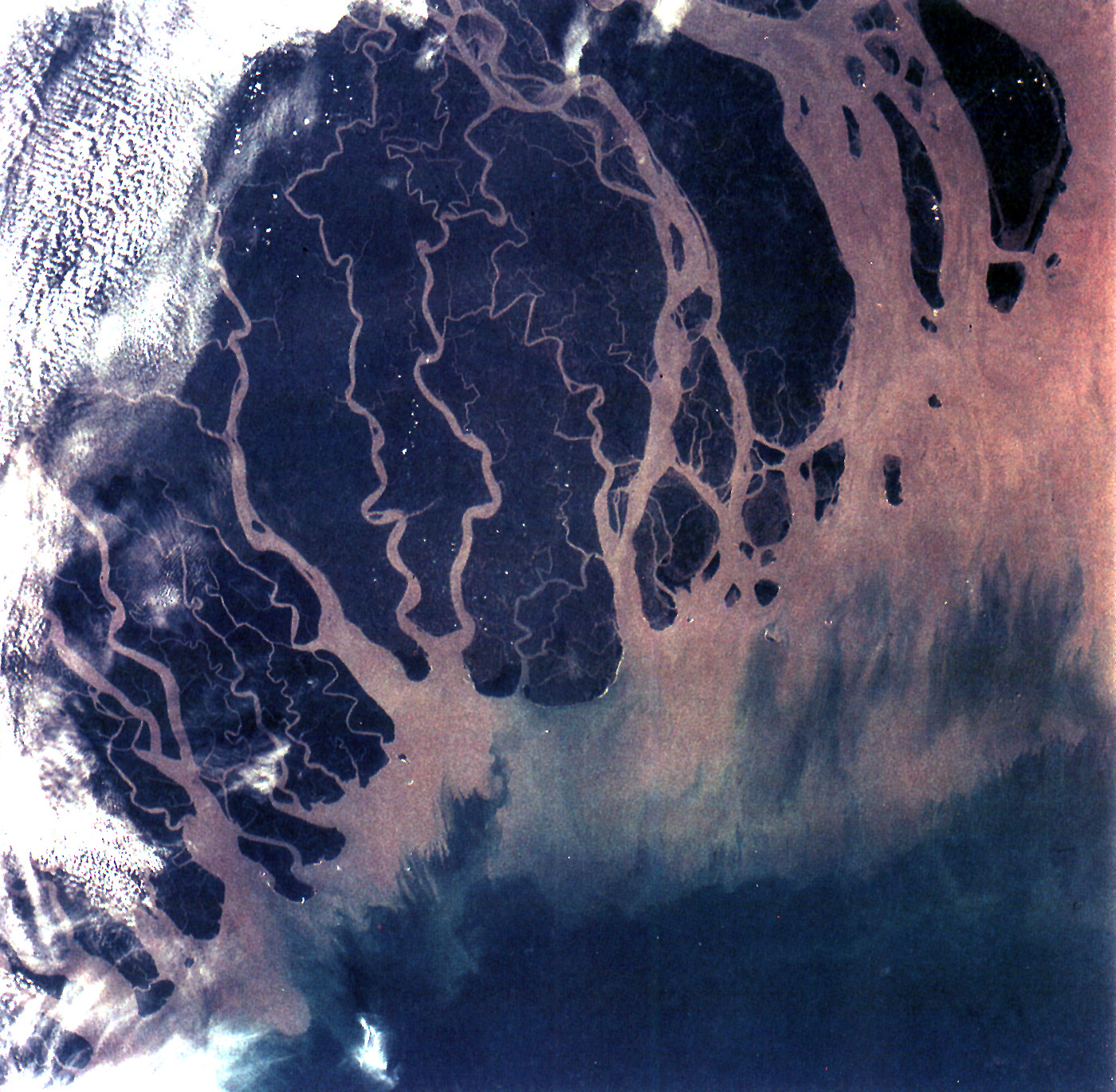
El delta del río Ganges, en la India y Bangladés es una de las regiones más fértiles de la Tierra.

Un delta de un río se llama así porque la forma del delta del Nilo se aproxima a la letra griega mayúscula delta (Δ). La forma triangular del delta del Nilo era conocida por el público del teatro clásico ateniense; la tragedia Prometeo atado por Esquilo se refiere a ella como la "tierra triangular nilótica", aunque no como un "delta". La descripción de Heródoto de Egipto en sus Historias menciona el Delta catorce veces, como "el Delta, como lo llaman los jonios", incluyendo la descripción de la salida de limo hacia el mar y el lado curvado convexo hacia el mar del triángulo. A pesar de hacer comparaciones con los deltas de otros sistemas fluviales, Heródoto no los describió como "deltas". El historiador griego Polibio comparó la tierra entre los ríos Ródano e Isère con el delta del Nilo, refiriéndose a ambos como islas, pero no aplicó la palabra delta. Según el geógrafo romano Estrabón, el filósofo cínico Onesicritus de Astypalaea, que acompañó las conquistas de Alejandro Magno en la India, informó que Patalene (el delta del río Indo ) era "un delta". (Griego koinē : καλεῖ δὲ τὴν νῆσον δέλτα , romanizado:  kalei de tēn nēson délta , lit.  'él llama a la isla un delta'). El autor romano Arriano indica que "el delta de la tierra de los indios está formado por el río Indo no menos que el de Egipto".

## Formación de un delta

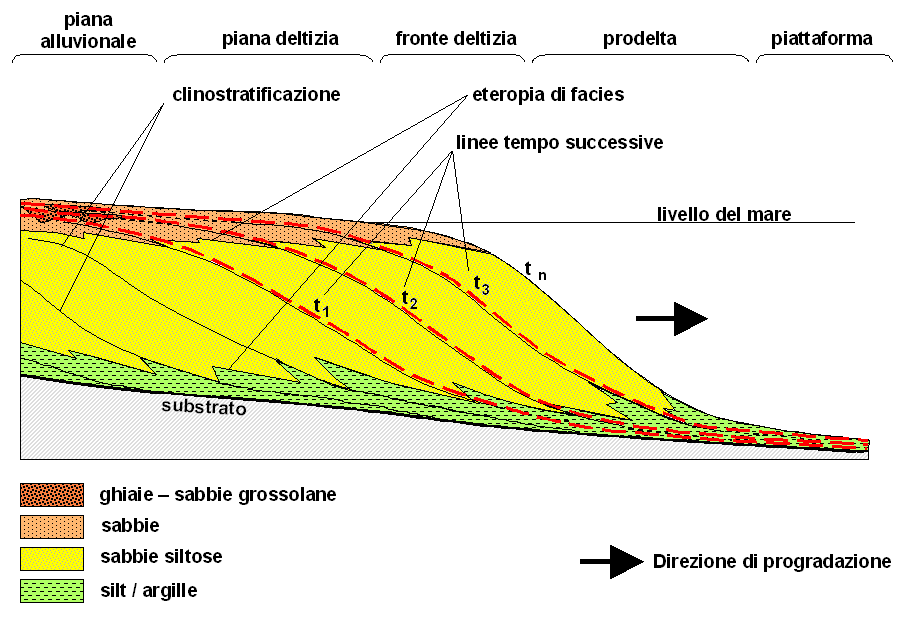
Sección longitudinal idealizada de un delta. La disección del edificio del delta en una dirección paralela a la corriente, muestra una serie de capas inclinadas hacia el mar (hacia la cuenca) depositadas en tiempos sucesivos por las corrientes del río. En cada capa, depositada en un determinado instante, el tamaño de las partículas del sedimento tiende a disminuir desde tierra hasta el mar: arenas y gravas en la llanura y en el frente del delta que pasan a limo y arcillas en el prodelta.

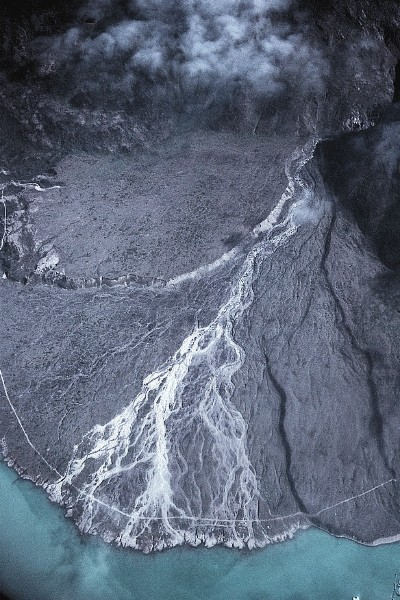
Este delta se ha formado en la costa sudoeste de Groenlandia, cerca de Narsarsuaq.

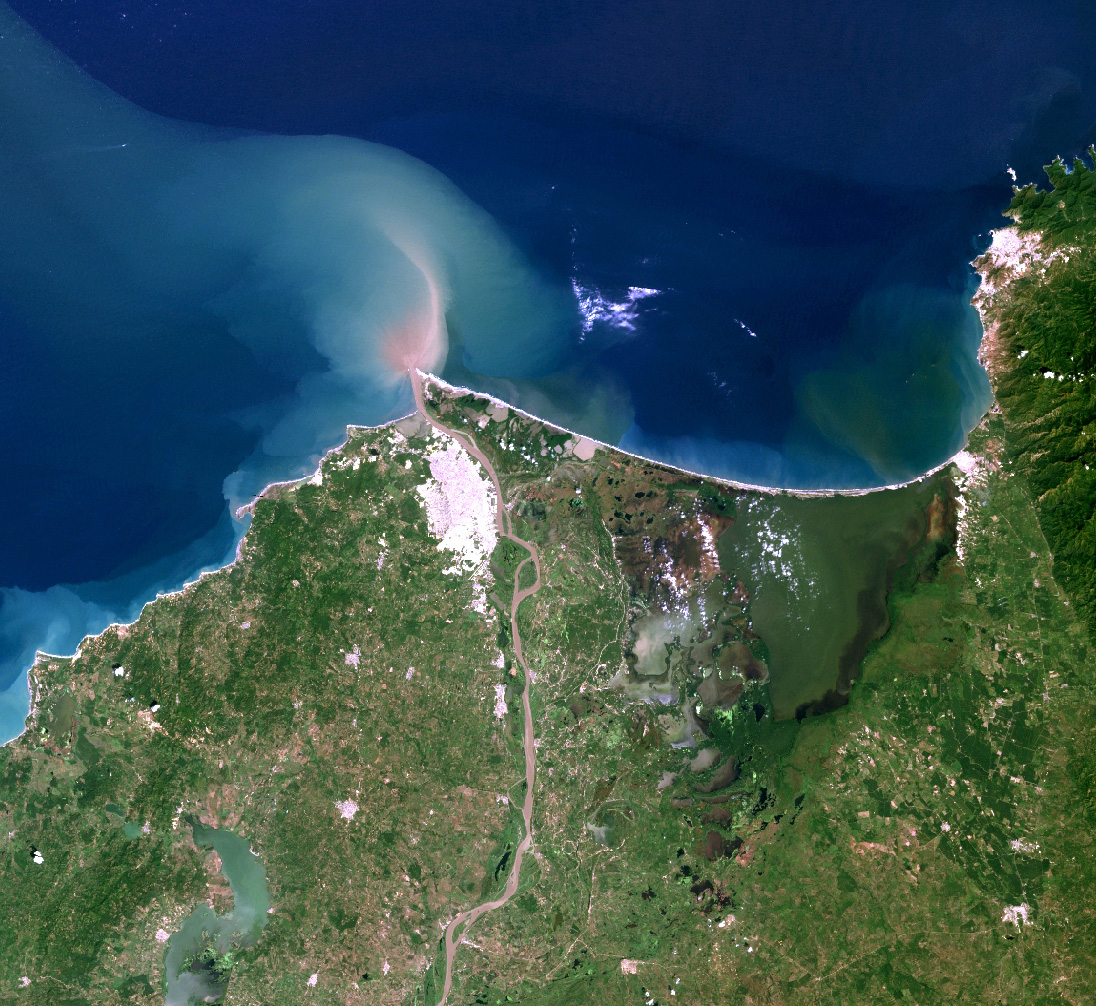
Delta del río Magdalena en el Mar Caribe, Colombia.

El delta se forma por la sedimentación, en un espacio que suele tomar una forma triangular, del material arrastrado por los ríos al producirse una disminución brusca de la velocidad del flujo, que puede ser causada por su desembocadura en el mar, en un lago, o en otro río más ancho e incluso en los océanos, aunque lo último es menos frecuente.
Los deltas y los estuarios constituyen las dos formas principales de desembocadura de los ríos en los mares, océanos, lagos o en otros ríos más grandes. Su presencia en las desembocaduras está originada por la amplitud de las mareas. Cuando las mareas son muy intensas, la desembocadura de los ríos en los océanos suele ser del tipo de estuario, ya que durante la pleamar se represan las aguas del río, mientras que en la bajamar se produce una gran aceleración de la velocidad de las aguas, lo que impide la acumulación de los sedimentos que forman las islas en el caso de los deltas. Es por ello que los deltas suelen producirse más en los lagos, mares y hasta en ríos grandes, donde las aguas no sufren la acción de las mareas, que en el caso de los océanos abiertos.
Sin embargo, existen excepciones a esta regla, como en el caso del Delta del río Orinoco en América del Sur y del río Níger en África, que son lugares donde la acción de las mareas es mucho menos importante que en las latitudes medias.
En aquellos lugares en los que la formación del delta está dominado por el río y está menos sujeto a la acción de las mareas y las olas, se puede formar un delta con forma polilobular. El delta del río Misisipi es un ejemplo de este tipo de formaciones.
En algunos casos bastante poco habituales, el delta se encuentra en un valle muy largo y se conoce como delta fluvial invertido. A veces un río se divide en muchas ramas en un área tierra adentro, solo para volver a juntarse y continuar hasta el mar. Esto suele ocurrir en zonas en las que antiguamente pudo haber un lago. El caso más notable de este tipo es el delta interior del Níger y La Mojana. 
El material térreo que forma el delta es bastante variado, pudiendo estar formado por una mezcla de arcilla, limo y arena. Estos materiales pueden ser arrastrados por la corriente en función de la velocidad de esta, y acumularse o no, según sea la mayor o menor intensidad de las mareas. 
El suelo de los deltas es generalmente fértil aunque algunas veces tienen un nivel de sal algo elevado.
Se forman en las desembocaduras de ríos por la acumulación de materiales hasta formar la penetración de tierra en el mar. Tienen forma triangular. 

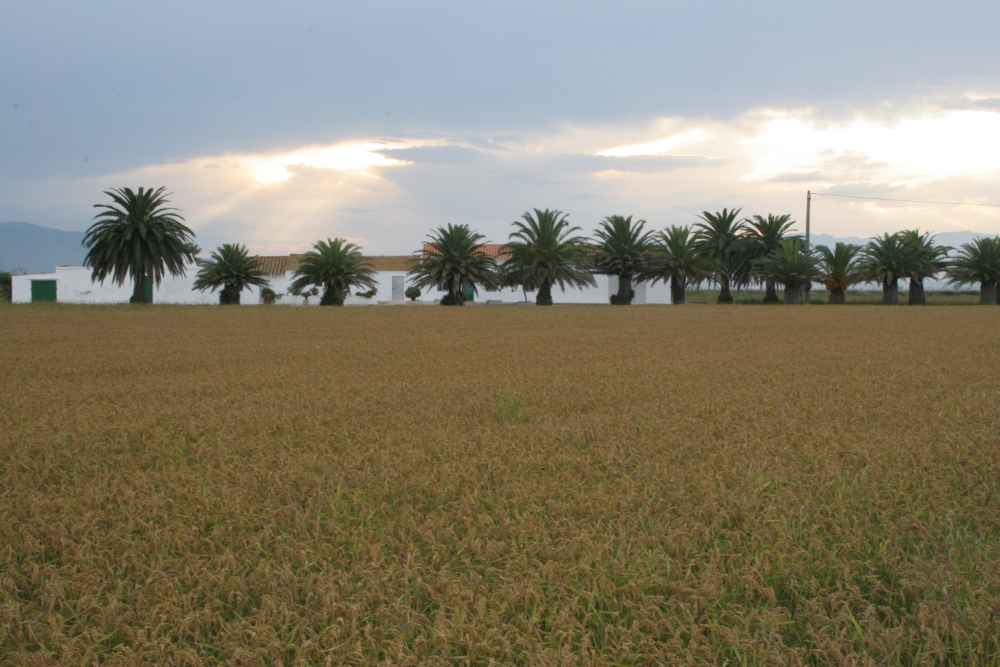
Arrozales en el delta del Ebro.

El ejemplo más significativo en la península ibérica es el Delta del río Ebro.
En los deltas es propicio construir ciudades bastantes pequeñas o puertos ya que la sedimentación lo propone y dispone para una construcción de mucha riqueza.

## Tipos de deltas
Los deltas se dividen en tres tipos según la relación entre la densidad de las aguas afluentes y las receptoras:
- Delta de flujo homopícnico: las aguas afluentes y las receptoras son de densidades similares, se suele dar cuando las aguas receptoras corresponden a lagos fluvio-proglaciares. En este caso la mezcla de aguas es casi instantánea y la sedimentación rápida.
- Delta de flujo hiperpícnico: las aguas afluentes son de mayor densidad que las receptoras, se produce una corriente basal de alta densidad que lleva los sedimentos a zonas profundas, por tanto limita mucho el crecimiento del delta. Con estas condiciones son pocos los ejemplos.
- Delta de flujo hipopícnico: Se producen cuando las aguas afluentes son menos densas que las receptoras, normalmente deltas marinos. En este caso las aguas afluentes se mantienen en la superficie debido a su menor densidad y las sustancias que transportan se van decantando en el fondo.

## Los deltas y los riesgos naturales
Los deltas se cuentan entre las zonas más productivas del mundo desde el punto de vista agrícola. El terreno plano y el suministro de agua del río y sus brazos deltaicos fundamentan dicha consideración. Sin embargo, constituyen zonas de serios problemas geomorfológicos que se pueden resumir en tres procesos de la dinámica fluvial:
- Transgresión marina.
- Cambios en el uso del suelo Nota: aunque se trata de un riesgo de origen humano, se indica aquí por la modificación de la dinámica fluvial.
- Inundaciones y erosión fluvial.

## Deltas famosos
Algunos de los deltas más famosos son los siguientes:
- Delta del río Amarillo
- Delta del Amazonas.
- Delta del Orinoco
- Delta de la Camarga (río Ródano).
- Delta del río Colorado
- Delta del Danubio
- Delta del Diamante
- Delta del Ebro
- Delta del Ganges
- Delta del Indo
- Delta del Kubán
- Delta del Lena
- Delta del Mekong
- Delta del Misisipi
- Delta interior del Níger (tierra adentro)
- Delta del Níger
- Delta del Nemunas
- Delta del Nilo
- Delta del Okavango
- Delta del Paraná, que se forma en la confluencia del río Paraná en el Río de la Plata (34°10′56.01″S 58°20′49.01″O / -34.1822250, -58.3469472)
- Delta del río Grande
- Delta del Rin
- Delta del Sacramento
- Delta del Saloum
- Delta del Volga
- Delta del Río Xingú, en el comienzo del curso inferior del río 02°38′42.24″S 52°00′13.55″O / -2.6450667, -52.0037639
- Delta del río Yangtsé
- Delta del Yukón

## Atlas fotográfico

### Deltas marinos

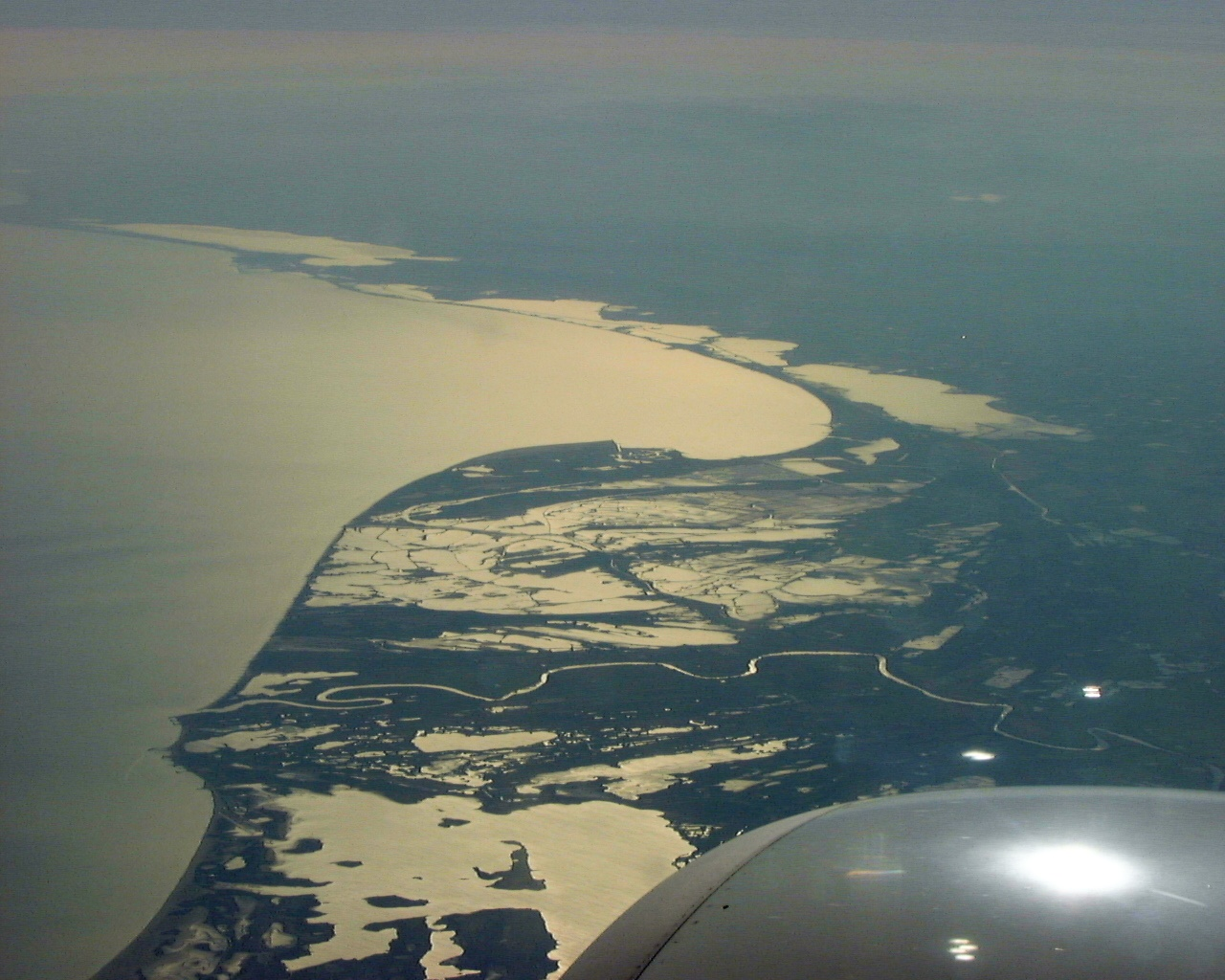
Delta del río Ródano, fotografía aérea, vista oblicua.
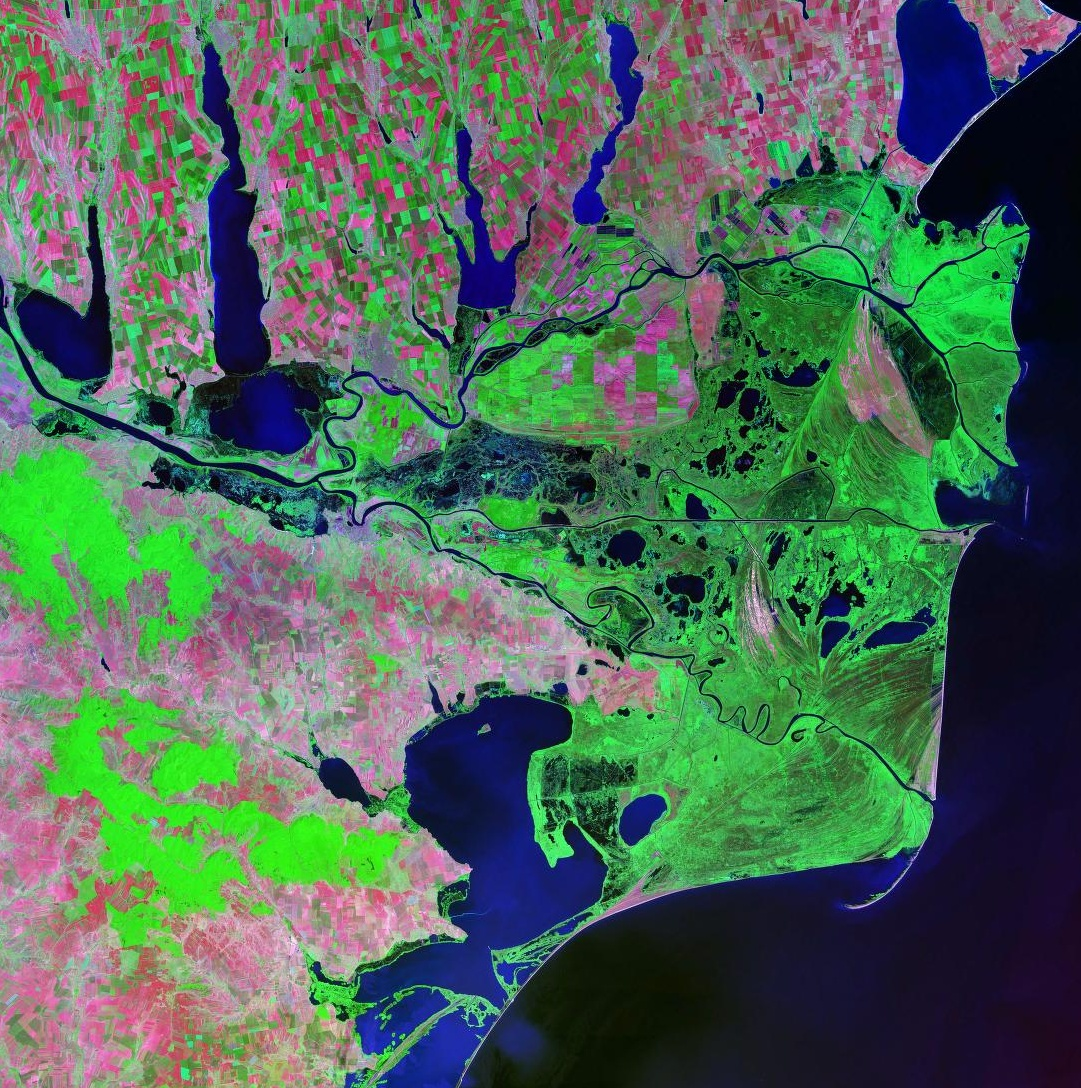
Delta del río Danubio, detalle del Landsat.
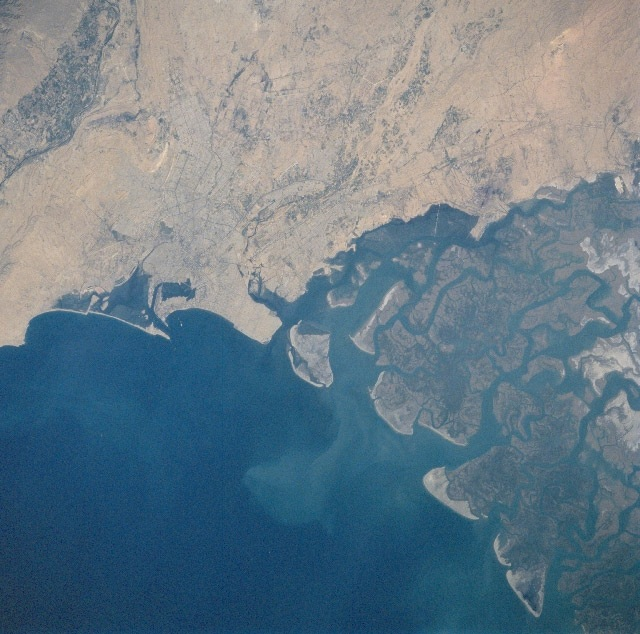
Indus delta del río, detalle.
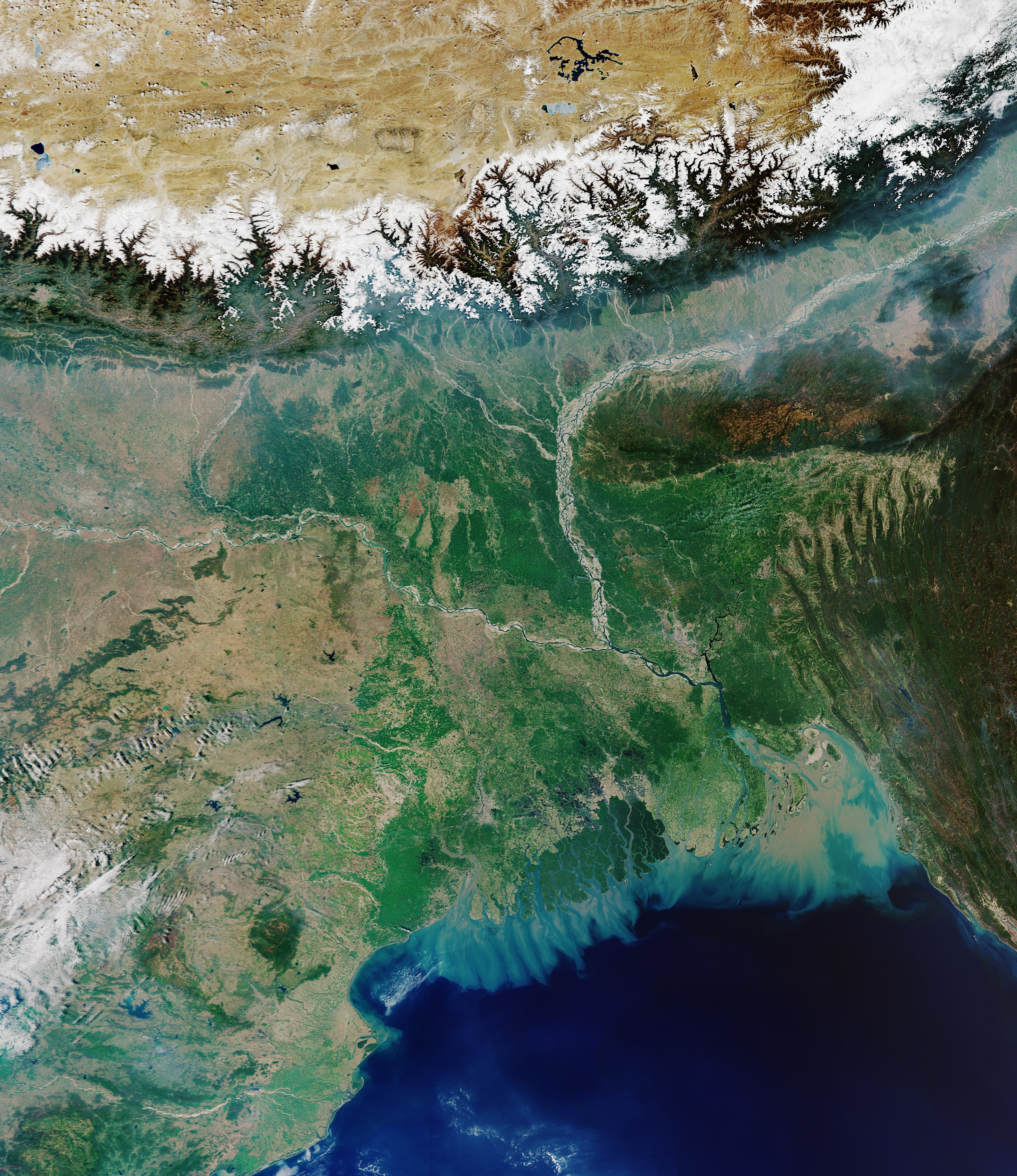
Ganges-Brahmaputra delta, detalle Landsat.
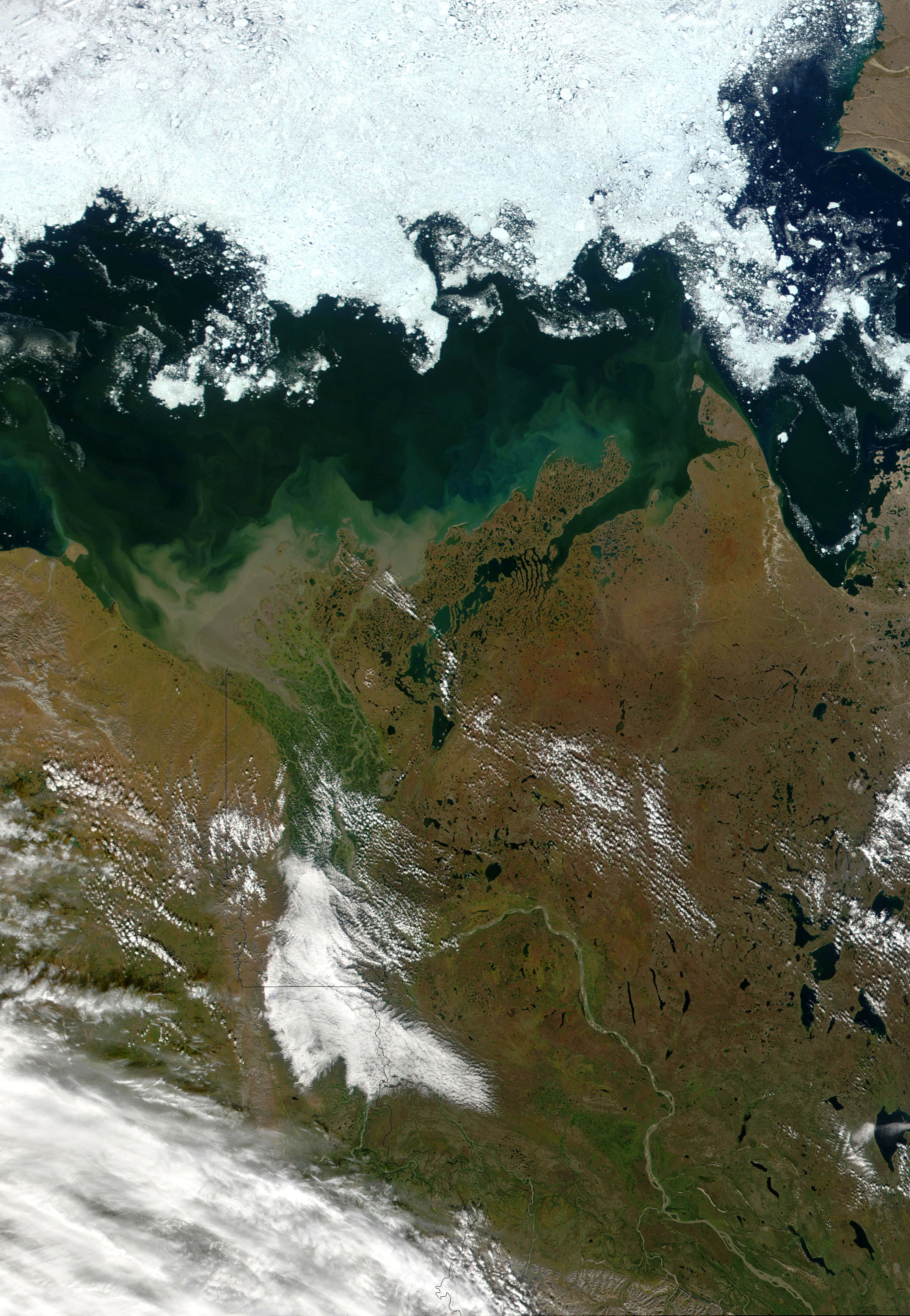
Canadá, delta del río Mackenzie que desemboca en el Mar Ártico.
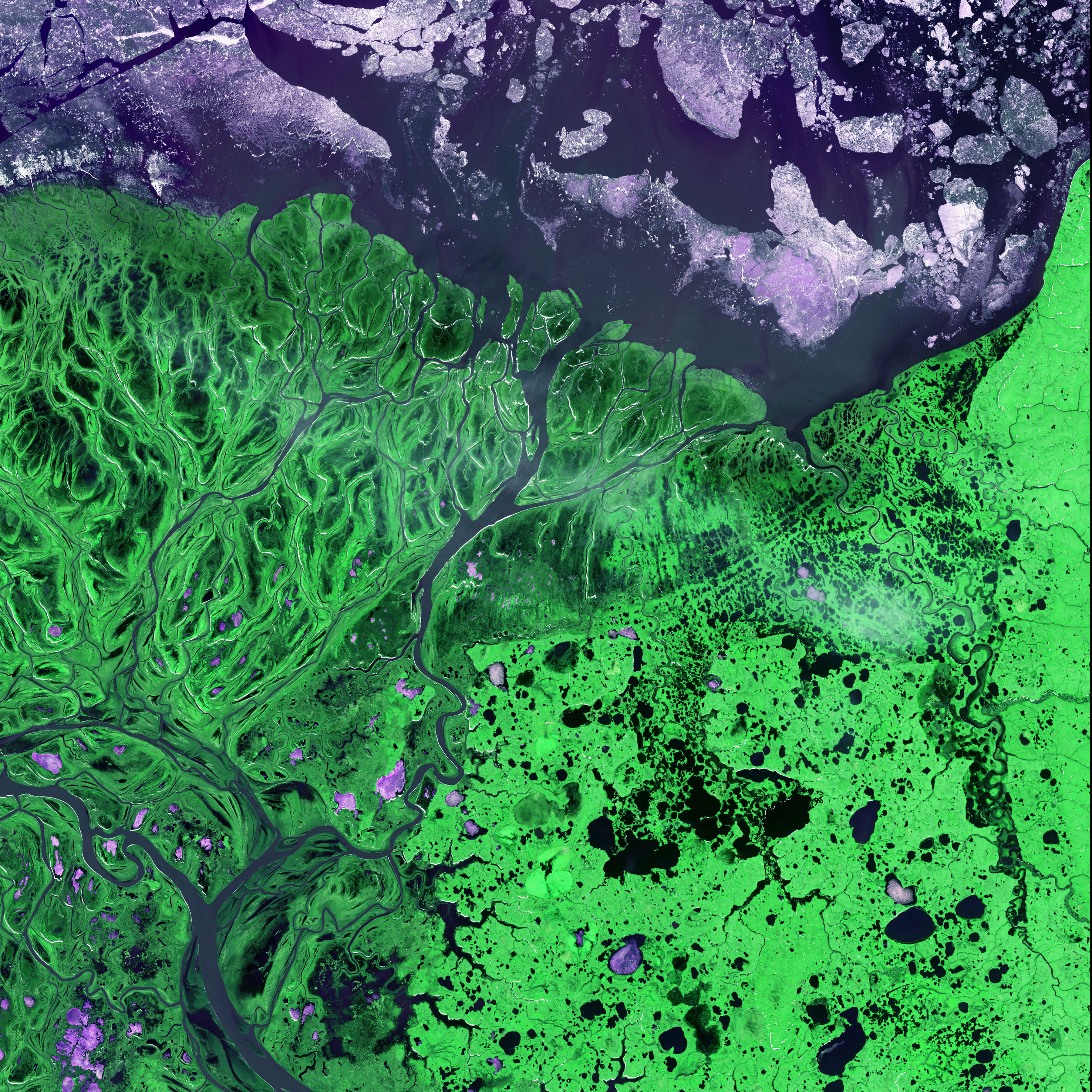
Yukon delta del río, la foto muestra bloques de hielo en el Mar Ártico. En invierno la bahía está congelada, la presencia de la plataforma de hielo ayuda a reducir la energía de las olas en la costa.
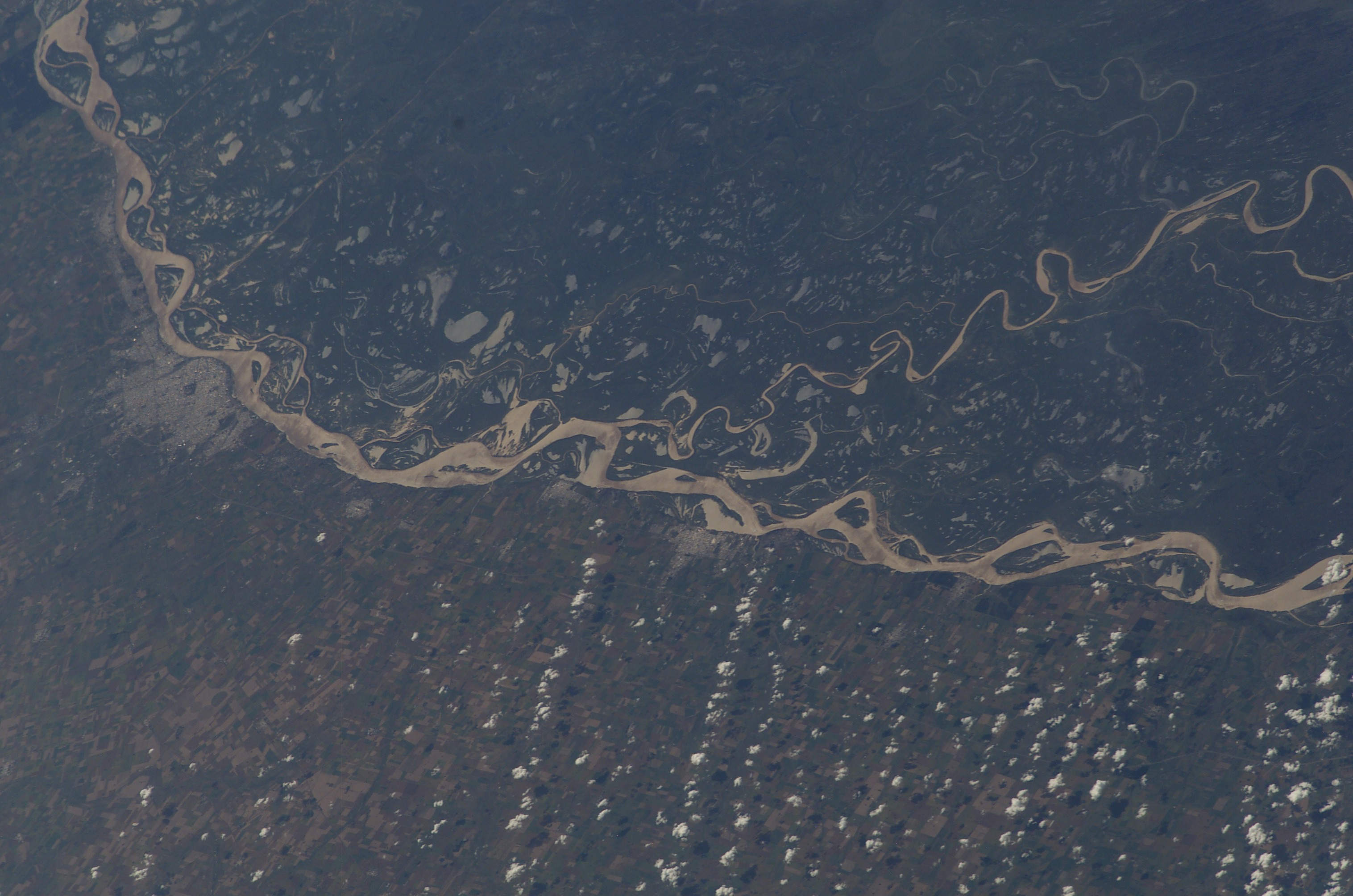
Argentina, parte del delta y la llanura de inundación del río Paraná.
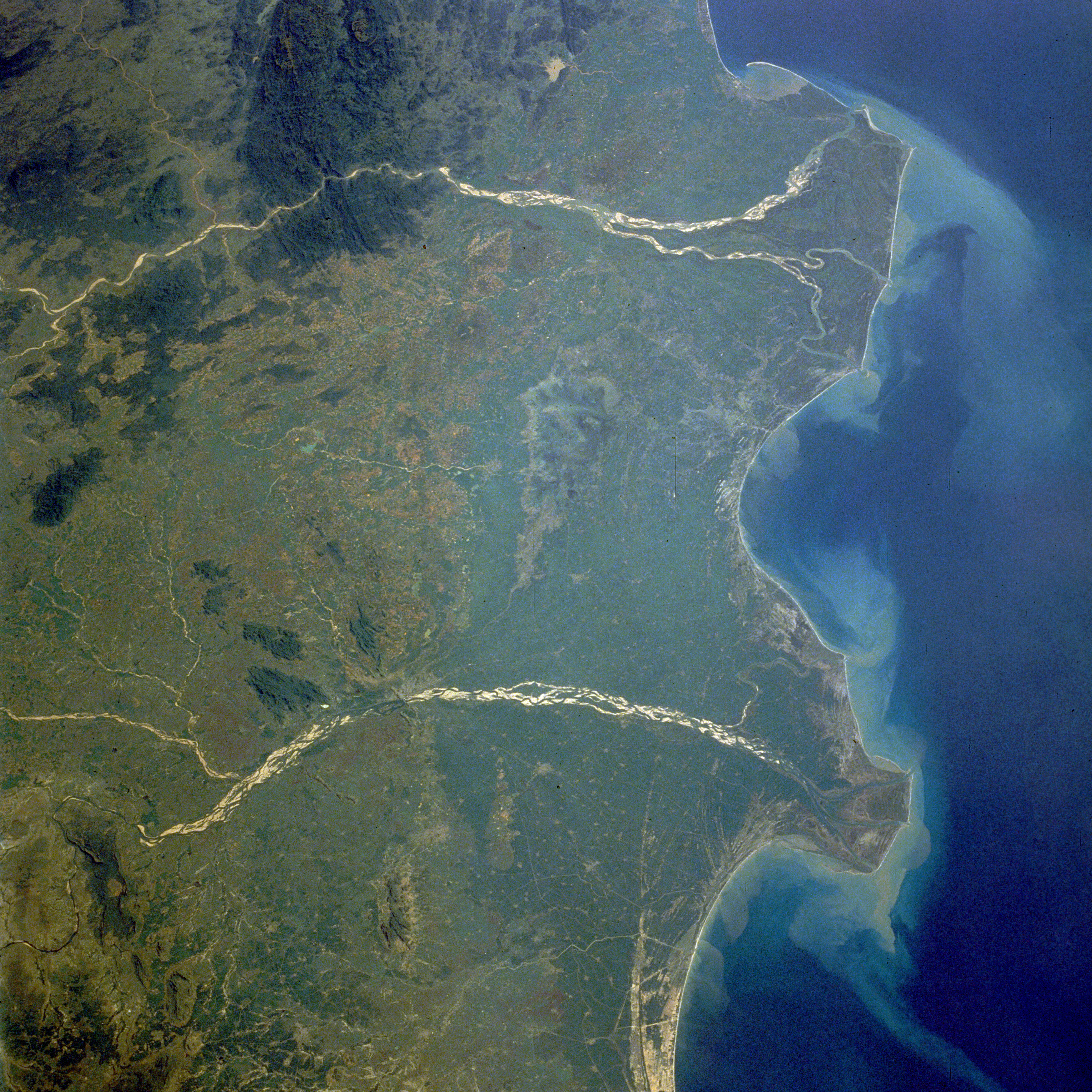
Bahía de Bengala, delta de los ríos Godavari (arriba) y Krishna.
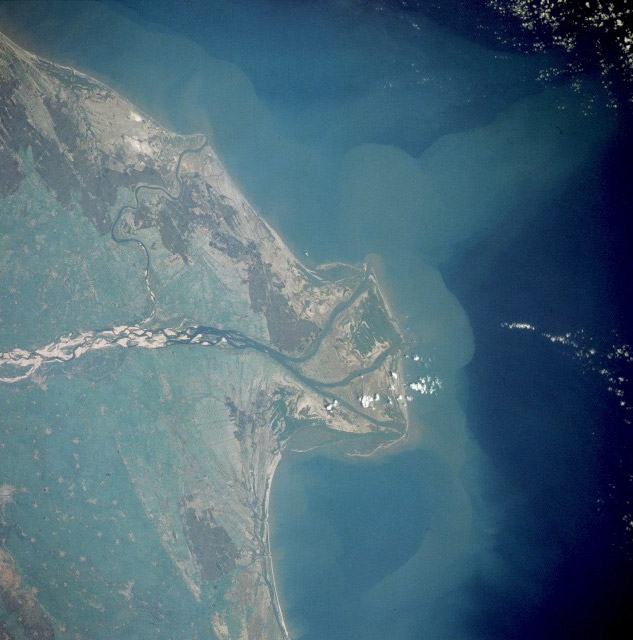
Detalle del delta del Río Krishna, también se observa un pequeño delta creado por una desviación del río en el lado izquierdo.
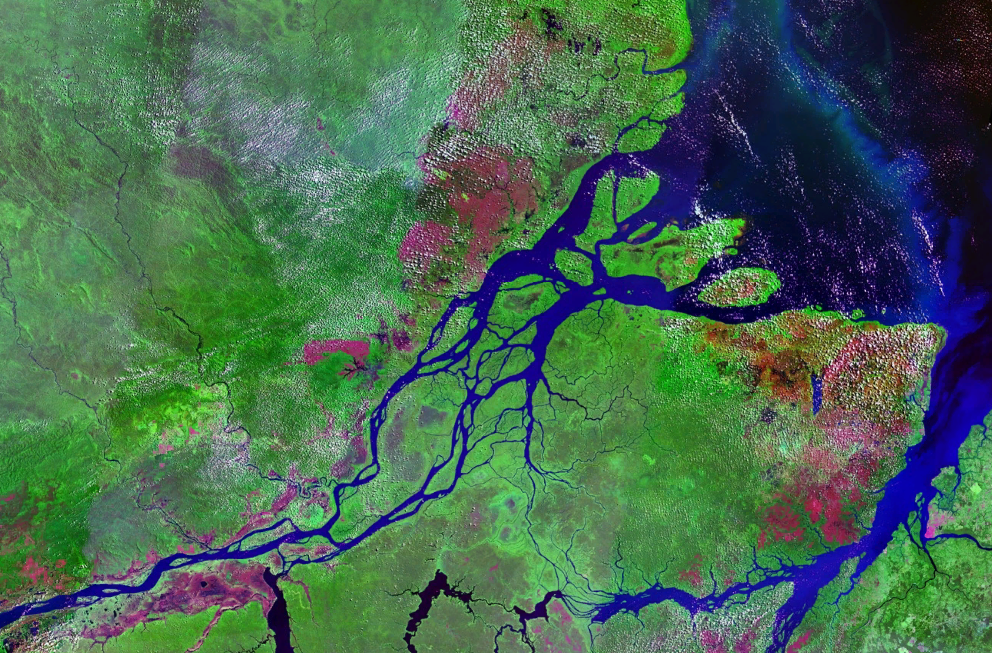
Brasil, Río Amazonas. Vista general.
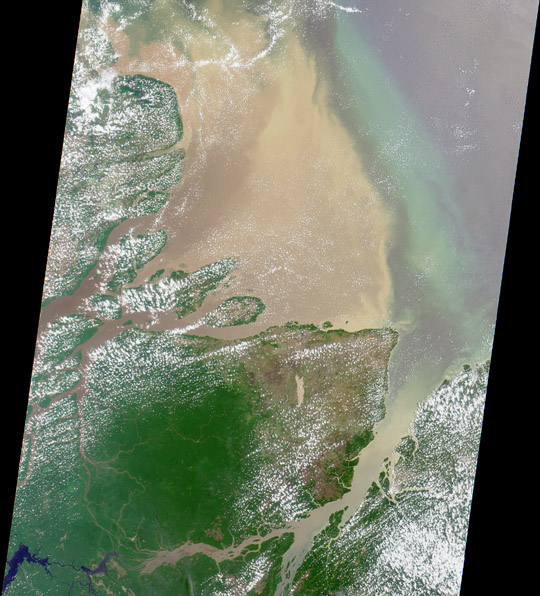
Río Amazonas, detalle.
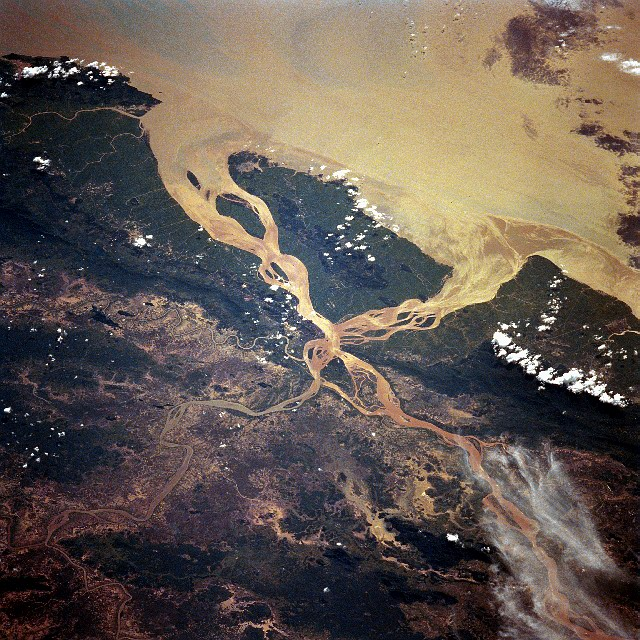
Birmania, delta del río Salween.
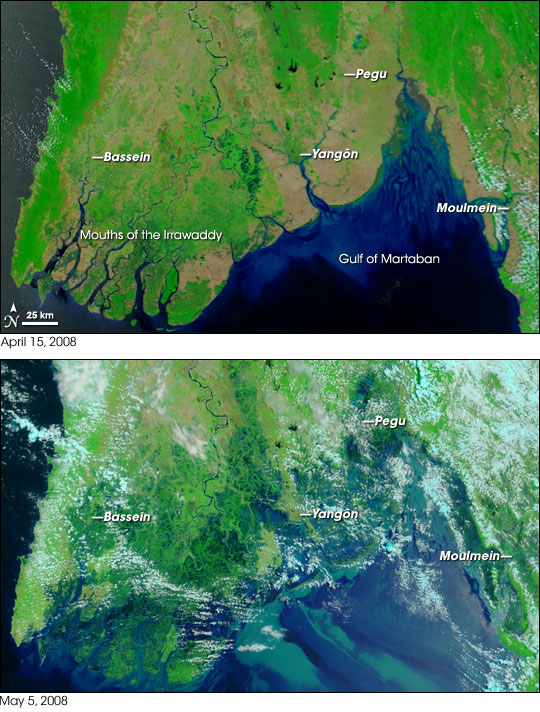
Irrawaddy delta antes y después de un ciclón que erosionó parte de la llanura del delta.

### Deltas continentales

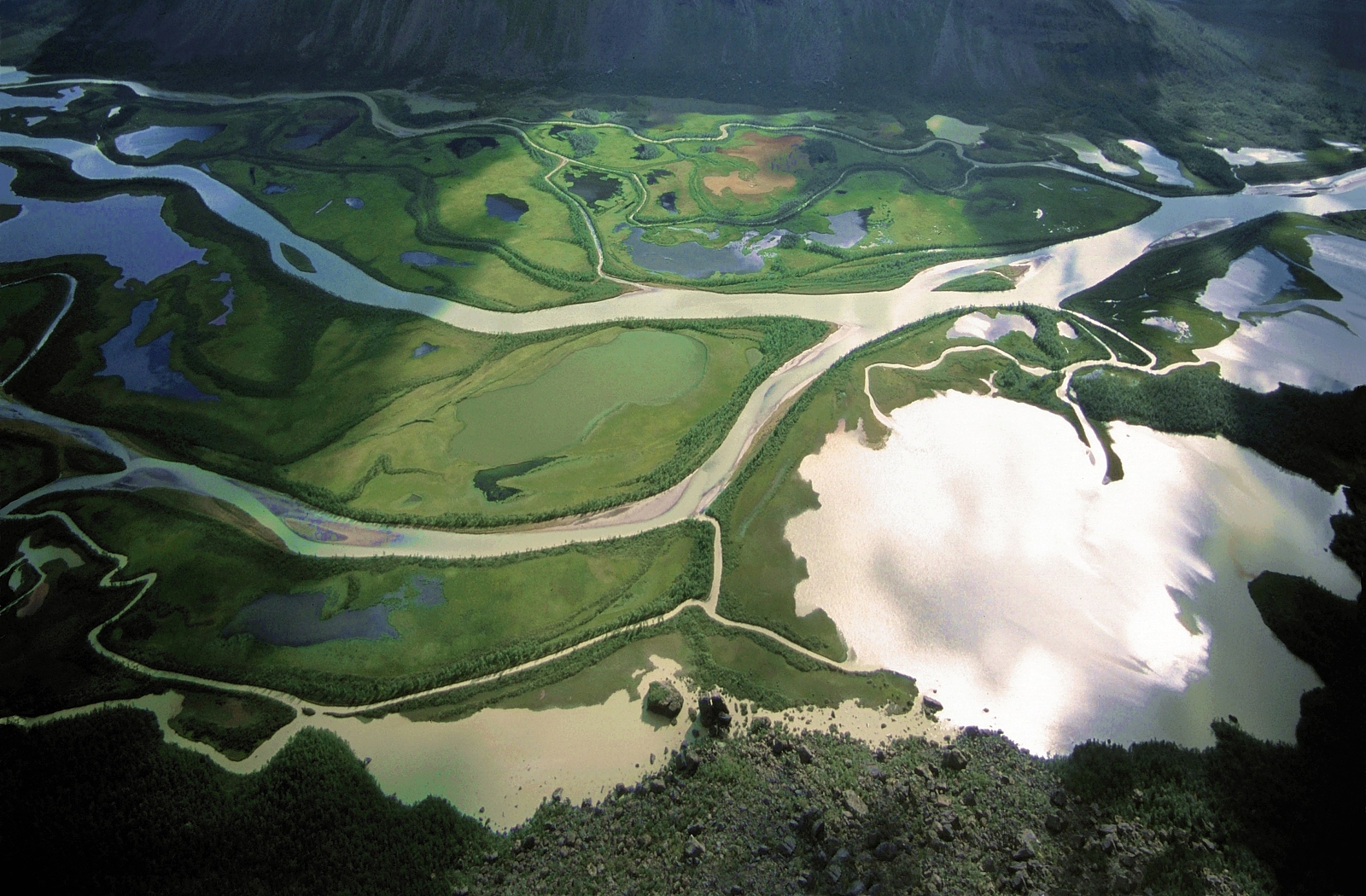
Laponia, Parque Nacional de Sareks, delta del río Rapa dentro de una cuenca glaciar, visto desde Skierffe.
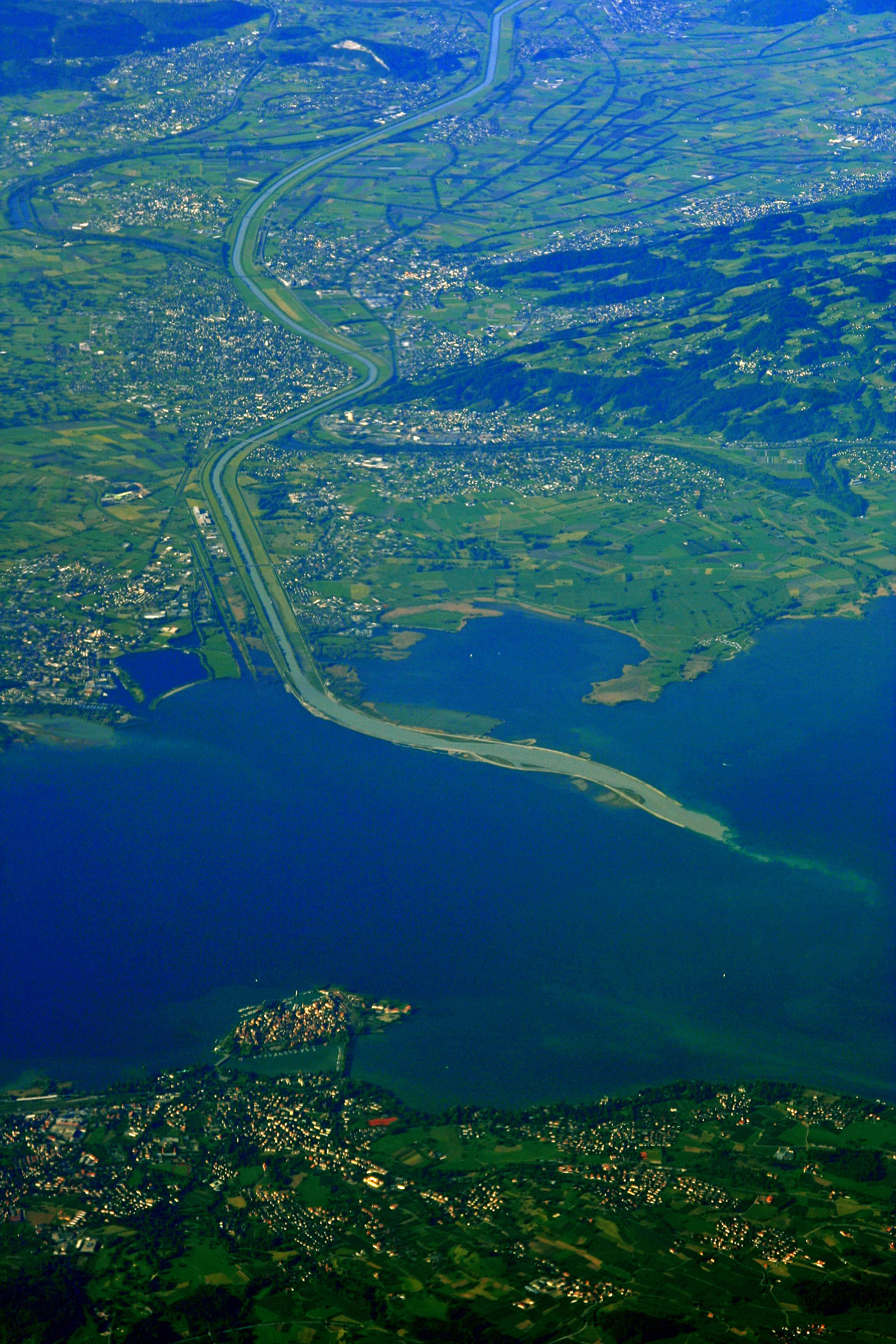
Lago de Constanza, delta lacustre del río Rin, es evidente la acción antropogénica de reforzar las orillas del canal principal, lo que fue posible debido a la baja energía ambiental del entorno lacustre.
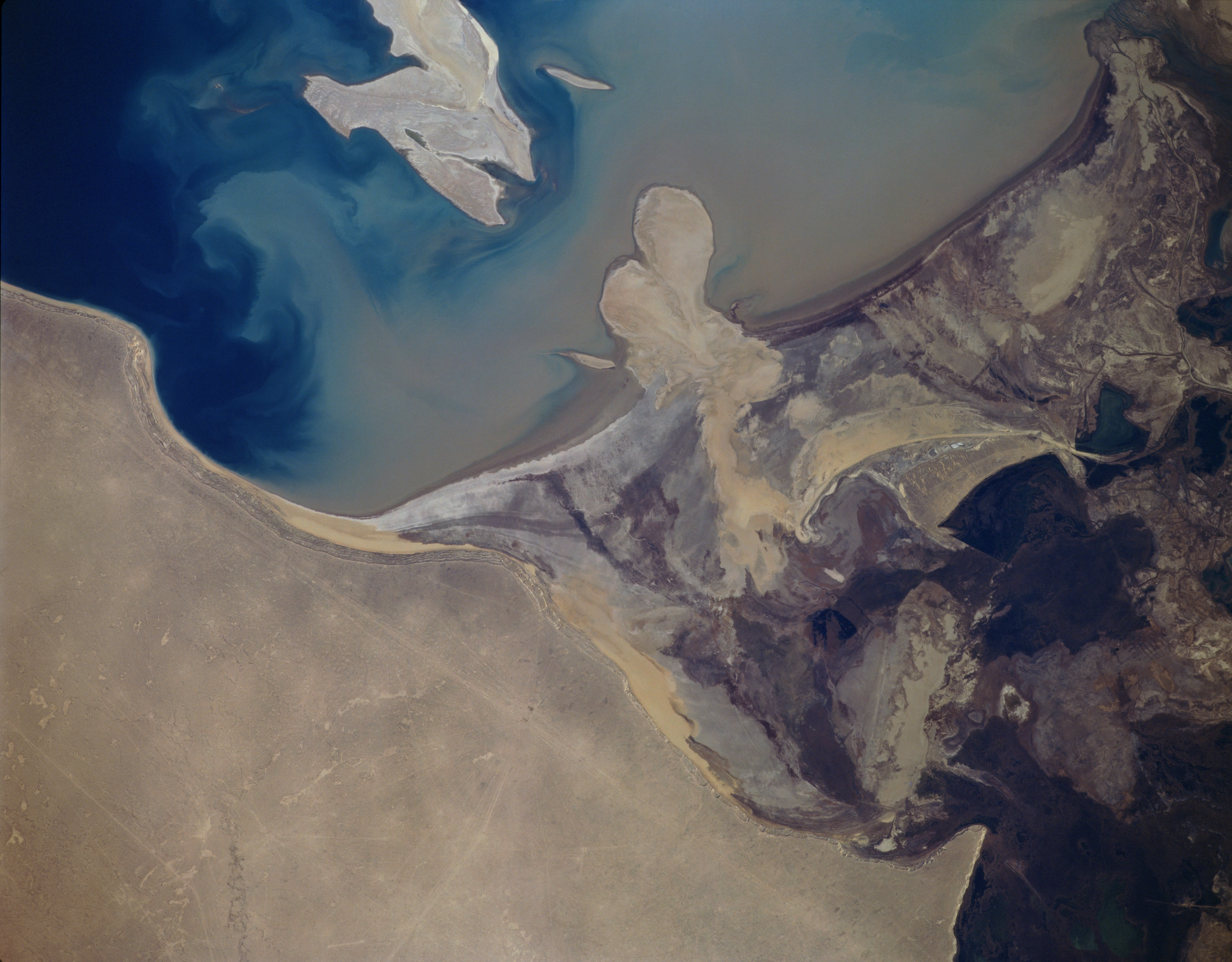
Uzbekistán, Delta del río Amu Daria que desemboca en la cuenca endoréica del Mar de Aral. La desecación de esta cuenca en los últimos 45 años ha provocado la exposición subaérea permanente del aparato deltaico. Se observa una incipiente formación de un nuevo delta en respuesta al nuevo equilibrio hidrológico (1994).
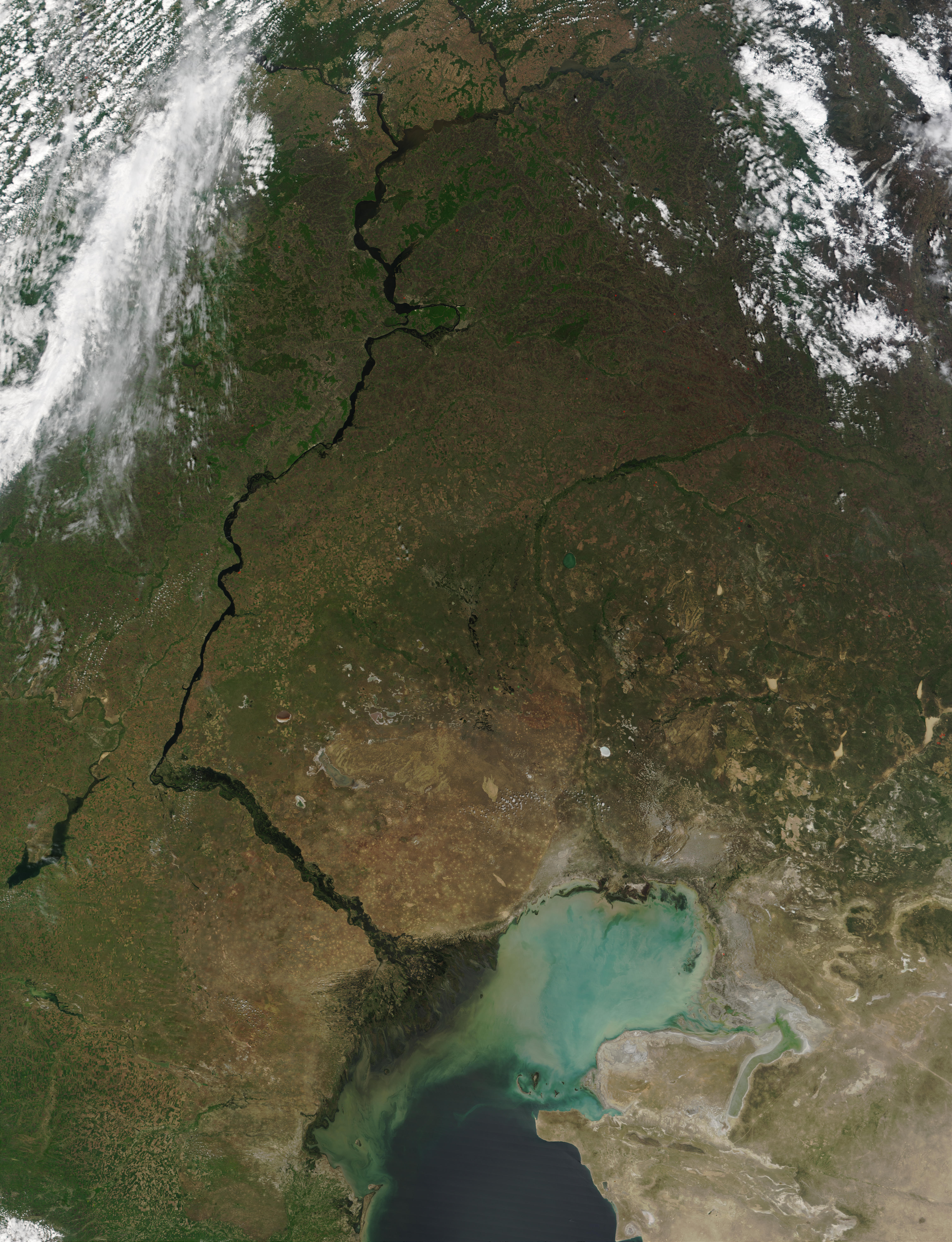
Rusia, delta del río Volga que desemboca en el Mar Caspio, vista general.
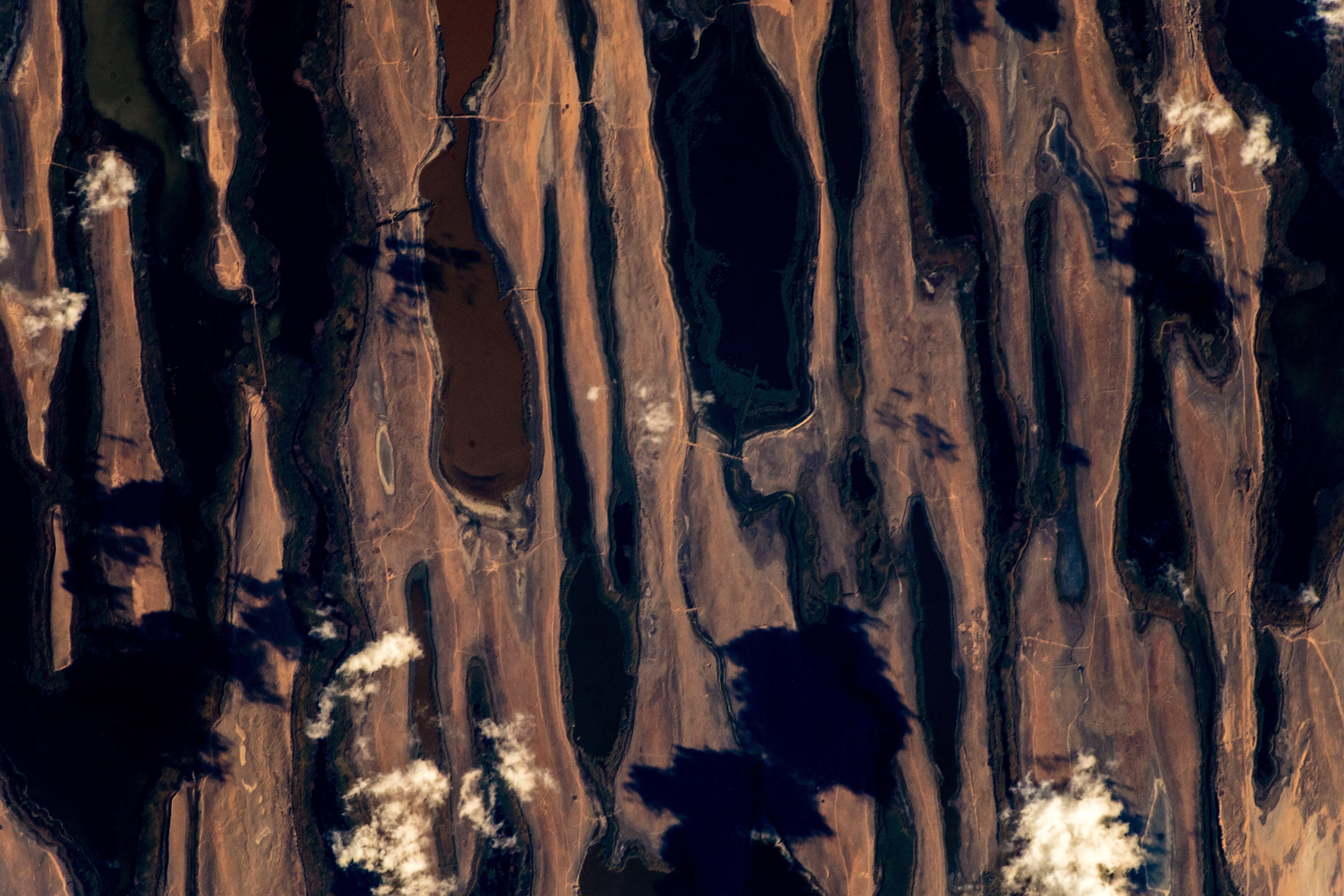
Rusia, delta del río Volga, la baja energía de la cuenca receptora ha permitido el desarrollo ramificado de los canales, detalle.

.